# Liste der Stolpersteine im Kölner Stadtteil Neuehrenfeld
Die Liste der Stolpersteine im Kölner Stadtteil Neuehrenfeld führt die vom Künstler Gunter Demnig verlegten Stolpersteine im Kölner Stadtteil Neuehrenfeld auf.
Die Liste der Stolpersteine beruht auf den Daten und Recherchen des NS-Dokumentationszentrums der Stadt Köln, zum Teil ergänzt um Informationen und Anmerkungen aus Wikipedia-Artikeln und externen Quellen. Ziel des Kunstprojektes ist es, biografische Details zu den Personen, die ihren (letzten) freiwillig gewählten Wohnsitz in Köln hatten, zu dokumentieren, um damit ihr Andenken zu bewahren.
Anmerkung: Vielfach ist es jedoch nicht mehr möglich, eine lückenlose Darstellung ihres Lebens und ihres Leidensweges nachzuvollziehen. Insbesondere die Umstände ihres Todes können vielfach nicht mehr recherchiert werden. Offizielle Todesfallanzeigen aus den Ghettos, Haft-, Krankenanstalten sowie den Konzentrationslagern können oft Angaben enthalten, die die wahren Umstände des Todes verschleiern, werden aber unter der Beachtung dieses Umstandes mitdokumentiert.
| Bild | Name sowie Details zur Inschrift | Adresse                                                                           | Zusätzliche Informationen |  |
| --- | --- | --------------------------------------------------------------------------------- | --- |  |
| Stolperstein für Charlotte-Margarethe Alexander (Siemensstraße 60) | Hier wohnte Charlotte-Margarete Alexander, geb. Koppel (Jahrgang 1891) Deportiert 1941 Łódź Verschollen                                                        | Siemensstr. 60 (Standort)                                                         | Nach neueren Informationen, welche zum Zeitpunkt der Stolpersteinverlegung nicht bekannt waren, wurde Charlotte-Margarete Alexander im Mai 1942 von Litzmannstadt (Łódź) nach Kulmhof deportiert und dort ermordet. |  |
| Stolperstein für Lilli-Ruth Alexander (Siemensstraße 60) | Hier wohnte Lilli-Ruth Alexander (Jahrgang 1927) Deportiert 1941 Łódź Verschollen                                                                              | Siemensstr. 60 (Standort)                                                         | Nach neueren Informationen, welche zum Zeitpunkt der Stolpersteinverlegung nicht bekannt waren, wurde Lilli-Ruth Alexander im Mai 1942 von Litzmannstadt (Łódź) nach Kulmhof deportiert und dort ermordet. |  |
| Stolperstein für Max Alexander (Siemensstraße 60) | Hier wohnte Max Alexander (Jahrgang 1879) Deportiert 1941 Łódź Verschollen                                                                                     | Siemensstr. 60 (Standort)                                                         | Nach neueren Informationen, welche zum Zeitpunkt der Stolpersteinverlegung nicht bekannt waren, wurde Max Alexander im Mai 1942 von Litzmannstadt nach Kulmhof deportiert und dort ermordet. |  |
| Stolperstein für Helena Back (Eichendorffstraße 43) | Hier wohnte Helena Back, geb. Ehrlich (Jahrgang 1897) Deportiert 1941 Łódź ???                                                                                 | Eichendorffstr. 43 (Standort)                                                     | Nach neueren Informationen, welche zum Zeitpunkt der Stolpersteinverlegung nicht bekannt waren, wurde Helene Back im Mai 1942 von Litzmannstadt (Łódź) nach Kulmhof deportiert und dort ermordet. |  |
| Stolperstein für Erich Blumgart (Eichendorffstraße 43) | Hier wohnte Erich Blumgardt (Jahrgang 1908) Deportiert 1941 Łódź Für tot erklärt                                                                               | Eichendorffstr. 43 (Standort)                                                     | Nach neueren Informationen, welche zum Zeitpunkt der Stolpersteinverlegung nicht bekannt waren, wurde Erich Blumgardt im September 1942 von Litzmannstadt (Łódź) nach Kulmhof deportiert und dort ermordet. |  |
| Stolperstein für Robert Blumgart (Eichendorffstraße 43) | Hier wohnte Robert Blumgardt (Jahrgang 1881) Deportiert 1941 Łódź Für tot erklärt                                                                              | Eichendorffstr. 43 (Standort)                                                     | Nach neueren Informationen, welche zum Zeitpunkt der Stolpersteinverlegung nicht bekannt waren, wurde Robert Blumgardt im Mai 1942 von Litzmannstadt (Łódź) nach Kulmhof deportiert und dort ermordet. |  |
| Stolperstein für Rosa Blumgart (Eichendorffstraße 43) | Hier wohnte Rosa Blumgardt, geb. Moses (Jahrgang 1883) Deportiert 1941 Łódź Für tot erklärt                                                                    | Eichendorffstr. 43 (Standort)                                                     | Nach neueren Informationen, welche zum Zeitpunkt der Stolpersteinverlegung nicht bekannt waren, wurde Rosa Blumgardt im Mai 1942 von Litzmannstadt (Łódź) nach Kulmhof deportiert und dort ermordet. |  |
| Stolperstein für Johanna Callmann (Eichendorffstraße 43) | Hier wohnte Johanna Callmann, geb. Blumengardt (Jahrgang 1911) Deportiert 1941 Łódź ???                                                                        | Eichendorffstr. 43 (Standort)                                                     | Nach neueren Informationen, welche zum Zeitpunkt der Stolpersteinverlegung nicht bekannt waren, wurde Johanna Callmann im Mai 1942 von Litzmannstadt (Łódź) nach Kulmhof deportiert und dort ermordet. |  |
| Stolperstein für Max Callmann (Eichendorffstraße 43) | Hier wohnte Max Callmann (Jahrgang 1904) Deportiert 1941 Łódź ???                                                                                              | Eichendorffstr. 43 (Standort)                                                     | Nach neueren Informationen, welche zum Zeitpunkt der Stolpersteinverlegung nicht bekannt waren, wurde Max Callmann im Mai 1942 von Litzmannstadt (Łódź) nach Kulmhof deportiert und dort ermordet. |  |
| Stolperstein für Hermann Caro (Ehrenfeldgürtel 171) | Hier wohnte Hermann Caro (Jahrgang 1915) Flucht 1933 England Holland interniert Westerbork deportiert 1943 Auschwitz ermordet 25.1.1943                        | Ehrenfeldgürtel 171 (Standort)                                                    | |  |
| Stolperstein für Isidor Caro (Ehrenfeldgürtel 171) | Hier wohnte Dr. Isidor Caro (Jahrgang 1877) Deportiert 1942 Theresienstadt Tod am 28. August 1943                                                              | Ehrenfeldgürtel 171 (Standort)                                                    | Der Stolperstein erinnert an Dr. Isidor Caro, geboren am 6. Oktober 1876 oder 1877 in Żnin. Isidor Caro war ein deutscher Rabbiner der jüdischen Gemeinde in Köln. Verheiratet mit der Frauenrechtlerin Klara Beermann. Im Juni 1942 meldeten sich Isidor Caro und seine Frau für den ersten Transport Kölner Juden ins Ghetto Theresienstadt. Isidor Caro war der letzte amtierende Rabbiner in Köln. Isidor Caro starb am 28. August 1943 an Unterernährung. In der offiziellen Todesfallanzeige wurde eine „Meningitis- und Pneumonie“ als Todesursache eingetragen. Für Isidor Caro wurde an seiner Wirkungsstätte Vogelsanger Straße 1 ein weiterer Stolperstein verlegt. |  |
| Stolperstein für Klara Caro (Ehrenfeldgürtel 171) | Hier wohnte Klara Caro Deportation Ghetto Theresienstadt Tod am 27. September 1979 in New York                                                                 | Ehrenfeldgürtel 171 (Standort)                                                    | Der Stolperstein erinnert an Klara Caro, geboren am 6. Januar 1886 in Berlin. Klara Caro, Ehefrau von Isidor Caro, gründete 1926 die Kölner Ortsgruppe des Deutschen Jüdischen Frauenbunds und leitete diese bis zu ihrer Deportation in das Ghetto Theresienstadt. Sie überlebte und emigrierte in die USA, wo sie sich in der Women’s International Zionist Organisation und baute eine Art Bildungswerk für Frauen auf. Die Verlegung der Stolpersteine für Klara Caro und ihre Kinder wurde vom Kölner Frauengeschichtsverein initiiert. Der Sohn Hermann Caro war psychisch krank und wurde von seinen Eltern in die vermeintliche Sicherheit der niederländischen Klinik Het Apeldoornsche Bosch gebracht, 1943 von dort nach Auschwitz deportiert und ermordet. Für ihn wurde ein weiterer Stolperstein an der Vogelsanger Str. 1, Gymnasium Kreuzgasse, verlegt. Seine Schwester Rut konnte der Verfolgung entkommen; sie starb 2009 in Argentinien. |  |
| Stolperstein für Ruth Caro (Ehrenfeldgürtel 171) | Hier wohnte Ruth Caro, verh. Melamid (Jahrgang 1918) Flucht 1936 England 1944 USA                                                                              | Ehrenfeldgürtel 171 (Standort)                                                    | |  |
| Stolperstein für Erich Dreifuss (Siemensstraße 29) | Hier wohnte Erich Dreifuss (Jahrgang 1905) Deportiert 1941 Łódź Ermordet 1942 in Kulmhof                                                                       | Siemensstr. 29 (Verlegestelle Ecke Eichendorffstraße) (Standort)                  | |  |
| Stolperstein für Hedwig Dreifuss (Siemensstraße 29) | Hier wohnte Hedwig Dreifuss, geb. Löwenberg (Jahrgang 1883) Deportiert 1941 Łódź Ermordet 1942 in Kulmhof                                                      | Siemensstr. 29 (Verlegestelle Ecke Eichendorffstraße) (Standort)                  | |  |
| Stolperstein für Henriette Ehrlich (Nußbaumerstraße 7) | Hier wohnte Henriette Ehrlich, geb. Frankenberg (Jahrgang 1889) Deportiert 1941 Łódź Kulmhof Ermordet 19. Mai 1942                                             | Nußbaumerstr. 7 (Standort)                                                        | |  |
| Stolperstein für Hermann Ehrlich (Nußbaumerstraße 7) | Hier wohnte Hermann Ehrlich (Jahrgang 1877) Deportiert 1941 Łódź Kulmhof Ermordet 19. Mai 1942                                                                 | Nußbaumerstr. 7 (Standort)                                                        | |  |
| Bild gesucht Die Wikipedia wünscht sich an dieser Stelle ein Bild vom hier behandelten Ort. Weitere Infos zum Motiv findest du vielleicht auf der Diskussionsseite . Falls du dabei helfen möchtest, erklärt die Anleitung , wie das geht. BW | Hier wohnte Helmuth Hertz (Jahrgang 1921) Deportiert 1942 Theresienstadt ???                                                                                   | Nußbaumerstr. 78 (Verlegestelle Nußbaumerstr. 78) (Standort)                      | Der beschädigte Stolperstein für Helmuth Hertz lag zuvor an der Adresse Georgstr. 14–16. Er soll durch einen neuen Stein ersetzt werden, um später dann an die Adresse Nußbaumerstr. 78 verlegt zu werden. |  |
| Stolperstein für Helmuth Hertz (Nußbaumerstr. 78) | Hier wohnte Viktor Hertz (Jahrgang 1885) Deportiert 1941 Riga ???                                                                                              | Nußbaumerstr. 78 (Verlegestelle Nußbaumerstr. 78) (Standort)                      | Der Stein für Viktor Hertz lag zuvor an der Adresse Georgstr. 14–16. Er wurde von dort und an die Adresse Nußbaumerstr. 78 umverlegt. |  |
| Stolperstein für Helmuth Hertz (Nußbaumerstr. 78) | Hier wohnte Viktor Helmut Hertz (Jahrgang 1921) Deportiert 1942 Richtung Osten Ermordet                                                                        | Nußbaumerstr. 78 (Verlegestelle Nußbaumerstr. 78) (Standort)                      | |  |
| Stolperstein für Helmuth Hertz (Nußbaumerstr. 78) | Hier wohnte Walter Hertz (Jahrgang 1923) Deportiert 1941 Łódź / Litzmannstadt 1944 Auschwitz Todesmarsch 1945 KZ Mauthausen KZ Ebensee Ermordet 13.4.1945      | Nußbaumerstr. 78 (Verlegestelle Nußbaumerstr. 78) (Standort)                      | Die Verlegung des Stolpersteins erfolgte am 16. Juni 2025. |  |
| Stolperstein für Helene Elsbach (Eichendorffstraße 43) | Hier wohnte Helene Elsbach, geb. Löwenstein (Jahrgang 1889) Deportiert 1941 Łódź Für tot erklärt                                                               | Eichendorffstr. 43 (Standort)                                                     | Nach neueren Informationen, welche zum Zeitpunkt der Stolpersteinverlegung nicht bekannt waren, wurde Helene Elsbach im Sommer 1944 von Litzmannstadt (Łódź) nach Kulmhof deportiert und dort ermordet. |  |
| Stolperstein für Julius Elsbach (Eichendorffstraße 43) | Hier wohnte Julius Elsbach (Jahrgang 1882) Deportiert 1941 Łódź Für tot erklärt                                                                                | Eichendorffstr. 43 (Standort)                                                     | |  |
| Stolperstein für Anna Fassbender (Ehrenfeldgürtel 136) | Hier wohnte Anna Fassbender, geb. Bonheim (Jahrgang 1881) Vor Deportation Flucht in den Tod 20. Oktober 1941                                                   | Ehrenfeldgürtel 136 (Standort)                                                    | Der Stolperstein erinnert an Anna Faßbender geb. Bonheim, geboren am 2. Dezember 1881 in Wiesbaden. Ihre Eltern waren Mayer und Emma Bonheim geb. Süßkind. Sie starb am 20. Oktober 1941 im Alter von 59 Jahren im Jüdischen Krankenhaus in Köln-Ehrenfeld an einer Schlafmittelvergiftung. Sie war verheiratet mit Leopold Faßbender (s. unten). Die Schwester von Anna, Elly Bonham, geboren am 22. Dezember 1888 in Wiesbaden, die mit Anna und Leopold im Ehrenfeldgürtel 136 wohnten, beging Suizid durch Schlafmittelvergiftung gemeinsam mit Anna und Leopold. Elly Bonham starb auch im Jüdischen Krankenhaus in Köln-Ehrenfeld. |  |
| Stolperstein für Leopold Fassbender (Ehrenfeldgürtel 136) | Hier wohnte Leopold Fassbender (Jahrgang 1877) Vor Deportation Flucht in den Tod 20. Oktober 1941                                                              | Ehrenfeldgürtel 136 (Standort)                                                    | Der Stolperstein erinnert an Leopold Faßbender, geboren am 2. Juni 1877 in Remagen. Leopold Faßbender war verheiratet mit Anna Bonheim (s. oben). Er starb am 20. Oktober 1941 im Alter von 64 Jahren im Jüdischen Krankenhaus in Köln-Ehrenfeld an einer Schlafmittelvergiftung. |  |
| | Hier wohnte Hans Fohren (Jahrgang 1913) im Widerstand/KJVD 'Schutzhaft' 1933 Flucht 1934 Holland 1936 Spanien internationale Brigaden tot 20. Nov. 1936 Madrid | Subbelrather Straße 274 (Standort)                                                | |  |
| Stolperstein für Alfred Frank (Eichendorffstraße 43) | Hier wohnte Alfred Frank (Jahrgang 1882) Deportiert 1941 Riga Ermordet Für tot erklärt                                                                         | Eichendorffstr. 43 (Standort)                                                     | Der Stolperstein erinnert an Alfred Frank, geboren am 22. August 1882 in Rheydt. Alfred Frank war der Sohn von Klementine und Eduard Frank. Alfred Frank war mit Rosa Hirsch verheiratet, gemeinsam wurden sie am 7. Dezember 1941 in das Ghetto Riga deportiert. Dort verliert sich seine Spur. |  |
| | Hier wohnte Helmut Frank (Jahrgang 1913) gedemütigt/entrechtet Flucht 1937 Kolumbien                                                                           | Eichendorffstraße 43 (Standort)                                                   | |  |
| | Hier wohnte Ilse Frank, verh. Pope (Jahrgang 1916) gedemütigt/entrechtet Flucht 1937 England                                                                   | Eichendorffstraße 43 (Standort)                                                   | |  |
| Stolperstein für Klementine Frank (Eichendorffstraße 43) | Hier wohnte Klementine Frank, geb. Koch (Jahrgang 1857) Deportiert 1942 Theresienstadt Tod am 29. Juni 1942                                                    | Eichendorffstr. 43 (Standort)                                                     | Der Stolperstein erinnert an Klementine Frank, geboren am 16. Mai 1857 in Mainz. Die Hausfrau Klementine (auch: Clementine Caroline Klementine) Frank war die Tochter von Abraham und Johanna Koch (Geb. Salomon) und war mit Eduard Frank verheiratet. Während des Krieges musste sie ihre Wohnung in der Eichendorffstraße verlassen und wurde gezwungen in das Ghettohaus Horst-Wessel-Platz 14 (heute Rathenauplatz) zu ziehen. Bei der Räumung wurde sie am 15. Juni 1942 mit dem ersten Kölner Transport (III/1) ins Ghetto Theresienstadt deportiert. |  |
| | Hier wohnte Leonore Frank, verh. Bondy (Jahrgang 1918) gedemütigt/entrechtet Flucht 1937 England                                                               | Eichendorffstraße 43 (Standort)                                                   | |  |
| Stolperstein für Rosa Frank (Eichendorffstraße 43) | Hier wohnte Rosa Frank, geb. Hirsch (Jahrgang 1882) Deportiert 1941 Riga Für tot erklärt                                                                       | Eichendorffstr. 43 (Standort)                                                     | Der Stolperstein erinnert an Rosa Frank (Geb. Hirsch), geboren am 10. September 1882 in Mülheim an der Ruhr. Rosa Rebecka Frank war die Tochter von Emma Hirsch. Verheiratet war sie mit Alfred Frank, gemeinsam wurden sie von Köln aus am 7. Dezember 1941 in das Ghetto Riga deportiert. Am 1. Oktober 1944 wurde sie in das KZ Stutthof verbracht und starb dort am 12. Dezember 1944. |  |
| Stolperstein für Jeanette Fröhlich (Herbigstraße 11) | Hier wohnte Jeanette Fröhlich (Jahrgang 1880) Deportiert 1941 Tot in Riga                                                                                      | Herbigstr. 11 (Standort)                                                          | |  |
| Stolperstein für Hans Goldberg (Arnimstraße 73) | Hier wohnte Hans Goldberg (Jahrgang 1901) Deportiert 1942 Auschwitz ???                                                                                        | Arnimstr. 73 (Standort)                                                           | |  |
| Stolperstein für Lieselotte Goldberg (Arnimstraße 73) | Hier wohnte Lieselotte Goldberg, geb. Oppenheimer (Jahrgang 1913) Deportiert 1942 Auschwitz ???                                                                | Arnimstr. 73 (Standort)                                                           | |  |
| Stolperstein für Albert Grödel (Schirmerstraße 40) | Hier wohnte Albert Grödel (Jahrgang 1885) Deportiert 1941 Łódź ???                                                                                             | Schirmerstr. 40 (Standort)                                                        | Nach neueren Informationen, welche zum Zeitpunkt der Stolpersteinverlegung nicht bekannt waren, wurde Dr. Albert Grödel im Sommer 1944 von Litzmannstadt (Łódź) nach Kulmhof deportiert und dort ermordet. |  |
| Stolperstein für Martha Hendrichs (Fridolinstraße 39) | Hier wohnte Martha Hendrichs, geb. Simons (Jahrgang 1886) Freitod 20. Oktober 1941                                                                             | Fridolinstr. 39 (Standort)                                                        | Der Stolperstein erinnert an Martha Hendrichs geb. Simons, geboren am 15. November 1896 in Köln. Ihre Eltern waren Julius und Hulda Simons geb. Elias. Martha Hendrichs konvertierte vom jüdischen zum katholischen Glauben. Sie war verwitwet von Gustav Hendrichs. Am 17. Oktober 1941 beging sie im Alter von 44 Jahren Suizid, indem sie sich aus dem Fenster ihrer Wohnung in der Fridolinstraße 39 stürzte. |  |
| Stolperstein für Edith Horn (Nußbaumerstraße 72) | Hier wohnte Edith Horn (Jahrgang 1926) Flucht 1939 Kuba USA | Nußbaumerstr. 72 (Standort)                                                       | Der am 3. April 2017 verlegte Stolperstein erinnert an Edith Horn, geboren 1926. |  |
| Stolperstein für Henriette Horn (Nußbaumerstraße 72) | Hier wohnte Henriette Horn, geb. Leiser (Jahrgang 1896) Flucht 1939 Kuba USA                                                                                   | Nußbaumerstr. 72 (Standort)                                                       | Der am 3. April 2017 verlegte Stolperstein erinnert an Henriette Horn, geboren 1896. |  |
| Stolperstein für Max Horn (Nußbaumerstraße 72) | Hier wohnte Max Horn (Jahrgang 1897) ′Schutzhaft′ 1938 Dachau Flucht 1939 Kuba USA                                                                             | Nußbaumerstr. 72 (Standort)                                                       | Der am 3. April 2017 verlegte Stolperstein erinnert an Max Horn, geboren 1897. Er war der Sohn von Benjamin und Elfride Horn, Paul (geb. 27. Dezember 1893) sein Bruder. |  |
| | Hier wohnte Hermine Elsa Italiener, geb. Scheibe (Jahrgang 1875) gedemütigt/entrechtet tot 11.1.1943                                                           | Fridolinstraße 8 (Standort)                                                       | |  |
| | Hier wohnte Theodor ‘Amato’ Italiener (Jahrgang 1874) gedemütigt/entrechtet tot 13.12.1943                                                                     | Fridolinstraße 8 (Standort)                                                       | |  |
| Stolperstein für Felix Juda (Ottostraße 44) | Hier wohnte Felix Juda (Jahrgang 1899) Deportiert 1942 Minsk Ermordet                                                                                          | Ottostr. 44 (Standort)                                                            | |  |
| Stolperstein für Paula Kaufmann (Nußbaumerstraße 7) | Hier wohnte Paula Kaufmann, geb. Herzog (Jahrgang 1888) Deportiert 1941 Łódź Ermordet                                                                          | Nußbaumerstr. 7 (Standort)                                                        | Nach neueren Informationen, welche zum Zeitpunkt der Stolpersteinverlegung nicht bekannt waren, wurde Paula Kaufmann im September 1942 von Litzmannstadt (Łódź) nach Kulmhof deportiert und dort ermordet. |  |
| Stolperstein für Renate Kaufmann (Nußbaumerstraße 7) | Hier wohnte Renate Kaufmann (Jahrgang 1929) Deportiert 1941 Łódź Ermordet                                                                                      | Nußbaumerstr. 7 (Standort)                                                        | Nach neueren Informationen, welche zum Zeitpunkt der Stolpersteinverlegung nicht bekannt waren, wurde Renate Kaufmann im September 1942 von Litzmannstadt (Łódź) nach Kulmhof deportiert und dort ermordet. |  |
| Stolperstein für Sally Kaufmann (Nußbaumerstraße 7) | Hier wohnte Sally Kaufmann (Jahrgang 1878) Deportiert 1941 Łódź Ermordet                                                                                       | Nußbaumerstr. 7 (Standort)                                                        | Nach neueren Informationen, welche zum Zeitpunkt der Stolpersteinverlegung nicht bekannt waren, wurde Sally Kaufmann im September 1942 von Litzmannstadt (Łódź) nach Kulmhof deportiert und dort ermordet. |  |
| Stolperstein für Eile Alex Kempler (Liebigstraße 155) | Hier wohnte Eile Alex Kempler (Jahrgang 1936) Ausgewiesen 1. Juli 1939 Polen Ghetto Nowy Sącz Ermordet im besetzten Polen                                      | Liebigstr. 155 (Standort)                                                         | Der am 19. März 2019 verlegte Stolperstein erinnert an Eile Alex Kempler, geboren am 31. Mai 1936 in Köln. Elie Alex Kempler wurde gemeinsam mit seiner Familie aus dem Deutschen Reich ausgewiesen und musste Köln verlassen. Die letzten Lebensjahre verbrachte er mit seiner Familie im Ghetto Nowy Sącz. Nach der Liquidation des Ghettos im August 1942, bei der die Einwohner in das Vernichtungslager Belzec deportiert wurden, verliert sich seine Spur. Die Verlegung der Stolpersteine für die Angehörigen der Familie Kempler wurde durch das Berufskolleg Ehrenfeld und durch Anwohner initiiert. |  |
| Stolperstein für Frieda Kempler (Liebigstraße 155) | Hier wohnte Frieda Kempler (Jahrgang 1924) Flucht 1939 Belgien 1940 Frankreich Verhaftet 1944 Zwangsarbeit Deportiert 1945 Theresienstadt Befreit              | Liebigstr. 155 (Standort)                                                         | Der am 19. März 2019 verlegte Stolperstein erinnert an Frieda Kempler, geboren 1924 in Köln. Frieda (Friedel, Fanny) Kempler war das ältestes Kind des Glasers Josef Kempler und seiner Ehefrau Johanna. Während ihre Familie aus dem Deutschen Reich ausgewiesen wurde, emigrierte Frieda Kempler 1939 nach Antwerpen. Nach der Besetzung Belgiens durch die Wehrmacht flüchtete sie 1940 nach Frankreich und lebte versteckt. Im August 1944 wurde sie entdeckt, verhaftet und zur Zwangsarbeit verpflichtet. Im Januar 1945 wurde sie ins Ghetto Theresienstadt verschleppt, wo sie 8. Mai 1945 von der Roten Armee befreit wurde. Nach dem Ende des Zweiten Weltkrieges verließ sie Deutschland und ging in die Vereinigten Staaten. Bei der Einbürgerung nahm sie den Vornamen Rita an. Seit 1964 war sie mit David Weinstein verheiratet. Rita F. Weinstein starb am 31. Januar 2011 in Woodmere (Nassau County). Das Ehepaar hat einen Sohn, Darryn, der bei der Stolperstein-Verlegung 2019 anwesend war. Die Verlegung der Stolpersteine für die Angehörigen der Familie Kempler wurde durch das Berufskolleg Ehrenfeld und durch Anwohner initiiert. |  |
| Stolperstein für Isaak Kempler (Liebigstraße 155) | Hier wohnte Isaak Kempler (Jahrgang 1927) Ausgewiesen 1. Juli 1939 Mehrere Arbeitslager Im besetzten Polen Natzweiler-Struthof 1944 Sachsenhausen Befreit      | Liebigstr. 155 (Standort)                                                         | Der am 19. März 2019 verlegte Stolperstein erinnert an Isaak Kempler, geboren am 29. August 1927 in Köln. Issak Kempler war der Sohn des Glasers Josef Markus Kempler und seiner Ehefrau Johanna. Am 1. Juli 1939 wurde die aus Galizien stammende Familie aus dem Deutschen Reich ausgewiesen. Issak Kempler musste mit seinen Geschwistern und Eltern im Ghetto in Nowy Sącz leben. Während seine Eltern und Geschwister bei der Liquidation des Ghettos im August 1942 ermordet wurden, wurde Isaak Kempler in mehrere Arbeits- und Konzentrationslager, u. a. nach Natzweiler-Struthof, 1944 nach Sachsenhausen, und 1945 nach Ravensbrück verschleppt. Er musste u. a. in einem Werk von Daimler-Benz Zwangsarbeit verrichten. Nach seiner Befreiung emigrierte er in die Vereinigten Staaten und änderte seinen Vornamen bei der Einbürgerung. Irving Kempler war als Werksleiter der American Kosher Provisions of Brooklyn beschäftigt und Mitglied des Oakland Jewish Center. Kurz vor seinem Tod verklagte er 1999 gemeinsam mit überlebenden Zwangsarbeitern den Daimler-Chrysler-Konzern. Irving Kempler starb am 22. Januar 2000 im North Shore University Hospital in Long Island. Er war verheiratet und hatte drei Töchter. Die Verlegung der Stolpersteine für die Angehörigen der Familie Kempler wurde durch das Berufskolleg Ehrenfeld und durch Anwohner initiiert. |  |
| Stolperstein für Jachet Johanna Kempler (Liebigstraße 155) | Hier wohnte Jachet Johanna Kempler, geb. Fass (Jahrgang 1896) Ausgewiesen 1. Juli 1939 Polen Ghetto Nowy Sącz Ermordet im besetzten Polen                      | Liebigstr. 155 (Standort)                                                         | Der am 19. März 2019 verlegte Stolperstein erinnert an Jachet Johanna Kempler, geboren am 19. Juli 1896 in Strzyzow (Galizien). Jachet (Johanna) Fania Fas(s) war die Tochter von Moses Leib Fas(s) und seiner Ehefrau Chana. Sie heiratete Josef Markus Kempler und ließ sich in Köln nieder. Das Ehepaar hatte fünf Kinder, die alle in Köln geboren wurden. Nachdem die galizischen Juden nach der Machtergreifung durch die Nationalsozialisten zunehmend ausgegrenzt und aus dem Deutschen Reich ausgewiesen wurden, ging sie mit ihrem Ehemann und den Kindern nach Nowy Sącz. Die letzten Lebensjahre musste sie hier im Ghetto leben. Zwischen dem 25. und 28. August 1942 wurde das Ghetto geräumt und die Einwohner in das Vernichtungslager Bełżec verschleppt. Hier verliert sich ihre Spur. Die Verlegung der Stolpersteine für die Angehörigen der Familie Kempler wurde durch das Berufskolleg Ehrenfeld und durch Anwohner initiiert. |  |
| Stolperstein für Josef Markus Kempler (Liebigstraße 155) | Hier wohnte Josef Markus Kempler (Jahrgang 1895) Ausgewiesen 1. Juli 1939 Polen Ghetto Nowy Sącz Ermordet im besetzten Polen                                   | Liebigstr. 155 (Standort)                                                         | Der am 19. März 2019 verlegte Stolperstein erinnert an Josef Markus Kempler, geboren am 18. September 1895 in Nowy Sącz (Galizien). Mordko (Mordechai) Josef Kempler war der Sohn von Avrahm Jeschua Kempler und seiner Ehefrau Chaja Esther Schvitzer. Er heiratete die aus Strzyzow stammende Johanna Fas(s) und ließ sich in Köln als Glaser nieder. Das Ehepaar hatte fünf Kinder. Nachdem den sog. „Ostjuden“ zum 1. Juli 1939 die Aufenthaltsgenehmigung entzogen wurde, musste Familie Kempler das Deutsche Reich verlassen. Sie lebten in Nowy Sącz, dem Geburtsort von Josef Kempler, nach der Besetzung durch die Wehrmacht im Ghetto Nowy Sącz. Während der Liquidation des Ghettos im August 1942 wurde Josef Kempler erschossen. Die Verlegung der Stolpersteine für die Angehörigen der Familie Kempler wurde durch das Berufskolleg Ehrenfeld und durch Anwohner initiiert. |  |
| Stolperstein für Nora Kempler (Liebigstraße 155) | Hier wohnte Nora Kempler (Jahrgang 1926) Ausgewiesen 1. Juli 1939 Polen Ghetto Nowy Sącz Ermordet im besetzten Polen                                           | Liebigstr. 155 (Standort)                                                         | Der am 19. März 2019 verlegte Stolperstein erinnert an Nora Kempler, geboren am 11. Februar 1926 in Köln. Nora Kempler war die Tochter des Glasers Josef Markus Kempler und seiner Ehefrau Johanna. Gemeinsam mit seiner Familie wurde sie aus dem Deutschen Reich ausgewiesen und musste Köln verlassen. Die letzten drei Lebensjahre verbrachte sie mit seiner Familie im Ghetto Nowy Sącz. Nach der Liquidation des Ghettos im August 1942, bei der die Einwohner in das Vernichtungslager Belzec deportiert wurden, verliert sich ihre Spur. Die Verlegung der Stolpersteine für die Angehörigen der Familie Kempler wurde durch das Berufskolleg Ehrenfeld und durch Anwohner initiiert. |  |
| Stolperstein für Willi Kempler (Liebigstraße 155) | Hier wohnte Willi Kempler (Jahrgang 1929) Ausgewiesen 1. Juli 1939 Polen Ghetto Nowy Sącz Ermordet im besetzten Polen                                          | Liebigstr. 155 (Standort)                                                         | Der am 19. März 2019 verlegte Stolperstein erinnert an Willi Kempler, geboren am 17. Juli 1929 in Köln. Wolf Willi Kempler war Sohn des Glasers Josef Markus Kempler und seiner Ehefrau Johanna. Gemeinsam mit seiner Familie wurde Willi Kempler aus dem Deutschen Reich ausgewiesen und musste Köln verlassen. Die letzten drei Lebensjahre verbrachte er mit seiner Familie im Ghetto Nowy Sącz. Nach der Liquidation des Ghettos im August 1942, bei der die Einwohner in das Vernichtungslager Belzec deportiert wurden, verliert sich seine Spur. Die Verlegung der Stolpersteine für die Angehörigen der Familie Kempler wurde durch das Berufskolleg Ehrenfeld und durch Anwohner initiiert. |  |
| Stolperstein für Delfine Kohlhagen (Fridolinstraße 35) | Hier wohnte Delfine Kohlhagen, geb. Rothschild (Jahrgang 1887) Deportiert 1941 Łódź Für tot erklärt                                                            | Fridolinstr. 35 (Standort)                                                        | Nach neueren Informationen, welche zum Zeitpunkt der Stolpersteinverlegung nicht bekannt waren, wurde Delfine Kohlhagen im Mai 1942 von Litzmannstadt (Łódź) nach Kulmhof deportiert und dort ermordet. |  |
| Stolperstein für Rosa Landsberg (Fridolinstraße 39) | Hier wohnte Rosa Landsberg (Jahrgang 1886) Deportiert 1941 Łódź ???                                                                                            | Fridolinstr. 39 (Standort)                                                        | Nach neueren Informationen, welche zum Zeitpunkt der Stolpersteinverlegung nicht bekannt waren, wurde Rosa Landsberg im Mai 1942 von Litzmannstadt (Łódź) nach Kulmhof deportiert und dort ermordet. |  |
| Stolperstein für Ella Löbenstein (Ehrenfeldgürtel 163) | Hier wohnte Ella Löbenstein, geb. David (Jahrgang 1897) Deportiert 1941 Łódź ???                                                                               | Ehrenfeldgürtel 163 (Standort)                                                    | Nach neueren Informationen, welche zum Zeitpunkt der Stolpersteinverlegung nicht bekannt waren, wurde Ella Löbenstein im Sommer 1944 von Litzmannstadt (Łódź) nach Kulmhof deportiert und dort ermordet. |  |
| Stolperstein für Erich Löbenstein (Ehrenfeldgürtel 163) | Hier wohnte Erich Löbenstein (Jahrgang 1898) Deportiert 1941 Łódź ???                                                                                          | Ehrenfeldgürtel 163 (Standort)                                                    | Nach neueren Informationen, welche zum Zeitpunkt der Stolpersteinverlegung nicht bekannt waren, wurde Erich Löbenstein im September 1942 von Litzmannstadt (Łódź) nach Kulmhof deportiert und dort ermordet. |  |
| Stolperstein für Adolf Mayer (Siemensstraße 60) | Hier wohnte Adolf Mayer (Jahrgang 1898) Deportiert Łódź Verschollen                                                                                            | Siemensstr. 60 (Standort)                                                         | |  |
| Stolperstein für Ida Mayer (Siemensstraße 60) | Hier wohnte Ida Mayer, geb. Mayer - Wachmann (Jahrgang 1879) Deportiert 1941 Łódź Verschollen                                                                  | Siemensstr. 60 (Standort)                                                         | Nach neueren Informationen, welche zum Zeitpunkt der Stolpersteinverlegung nicht bekannt waren, wurde Ida Mayer im Mai 1942 von Litzmannstadt (Łódź) nach Kulmhof deportiert und dort ermordet. |  |
| Rudolf Mayer (Siemensstraße 60) | Hier wohnte Rudolf Mayer (Jahrgang 1881) Deportiert 1941 Łódź Verschollen                                                                                      | Siemensstr. 60 (Standort)                                                         | Nach neueren Informationen, welche zum Zeitpunkt der Stolpersteinverlegung nicht bekannt waren, wurde Rudolf Mayer im Mai 1942 von Litzmannstadt (Łódź) nach Kulmhof deportiert und dort ermordet. |  |
| Stolperstein für Gustav Meyer (Ehrenfeldgürtel 163) | Hier wohnte Gustav Meyer (Jahrgang 1880) Flucht 1939 Holland Ermordet in Auschwitz                                                                             | Ehrenfeldgürtel 163 (Standort)                                                    | |  |
| Stolperstein für Johanna Meyer (Ehrenfeldgürtel 163) | Hier wohnte Johanna Meyer, geb. Bleydenstein (Jahrgang 1899) Flucht 1939 Holland Ermordet in Auschwitz                                                         | Ehrenfeldgürtel 163 (Standort)                                                    | |  |
| Stolperstein für Paul Meyer (Siemensstraße 60) | Hier wohnte Paul Meyer (Jahrgang 1881) Deportiert Auschwitz Für tot erklärt                                                                                    | Siemensstr. 60 (Standort)                                                         | Der Stolperstein erinnert an Paul Meyer, geboren am 30. Dezember 1881 in Duisburg. Paul Meyer war ein jüdischer Rechtsanwalt. Er war am Oberlandesgericht Köln als Anwalt zugelassen. Paul Meyer konnte zunächst nach Belgien emigrieren wurde aber nach dem Einmarsch der deutschen Truppen im SS-Sammellager Mechelen interniert und am 24. Oktober 1942 in das Vernichtungslager Auschwitz verbracht, dort verliert sich seine Spur. Paul Meyer wurde für tot erklärt. |  |
| Stolperstein für Alex Meyer-Wachmann (Siemensstraße 60) | Hier wohnte Alex Meyer-Wachmann (Jahrgang 1881) Deportiert Auschwitz Für tot erklärt                                                                           | Siemensstr. 60 (Standort)                                                         | |  |
| Stolperstein für Amalie Nathan (Ottostraße 36) | Amalia Nathan (Jahrgang 1875) Deportiert 1943 Theresienstadt Tod am 16. August 1943                                                                            | Ottostr. 36 (Standort)                                                            | Der Stolperstein erinnert an Amalie Nathan, geboren am 19. April 1875 in Münstereifel. Amalie Nathan wurde am 29. Januar 1943 mit dem Alterstransport 1/88 in das Ghetto Theresienstadt deportiert. In der Transportliste wurde Amalie Nathan als „unverheiratet“ und „nicht arbeitsfähig“ mit der Adresse Barackenlager Fort V Müngersdorf eingetragen. Ihre Kennzeichen-Nr. lautet 014333. Amalie Nathan starb am 16. August 1943 im Ghetto Theresienstadt. |  |
| Stolperstein für Hans Oppenheimer (Fridolinstraße 35) | Hier wohnte Hans Oppenheimer (Jahrgang 1921) Deportiert 1942 Auschwitz Für tot erklärt                                                                         | Fridolinstr. 35 (Standort)                                                        | Politisch Verfolgter |  |
| Stolperstein für Rebecka Friederike Salm (Försterstraße 31) | Hier wohnte Rebecka Friederike Salm (Jahrgang 1870) Deportiert 1942 Theresienstadt Ermordet 19. April 1944                                                     | Försterstr. 31 (Standort)                                                         | |  |
| Stolperstein für Selma Schanzer (Fridolinstraße 39) | Hier wohnte Selma Schanzer, geb. Walheim (Jahrgang 1884) Deportiert 1941 Łódź ???                                                                              | Fridolinstr. 39 (Standort)                                                        | Nach neueren Informationen, welche zum Zeitpunkt der Stolpersteinverlegung nicht bekannt waren, wurde Selma Schanzer im Mai 1942 von Litzmannstadt (Łódź) nach Kulmhof deportiert und dort ermordet. |  |
| Stolperstein für Amalie Schoenebaum (Nußbaumerstraße 11) | Hier wohnte Amalie Schoenebaum, geb. Steinberg (Jahrgang 1868) Deportiert 1942 Tod am 20. Februar 1943                                                         | Nußbaumerstr. 11 (Standort)                                                       | |  |
| Stolperstein für Karl Schoenebaum (Nußbaumerstraße 11) | Hier wohnte Karl Schoenebaum (Jahrgang 1864) Deportiert 1942 Theresienstadt Tod am 19. Dezember 1942                                                           | Nußbaumerstr. 11 (Standort)                                                       | |  |
| Stolperstein für Ernst Schwarz (Nußbaumerstraße 7) | Hier wohnte Ernst Schwarz (Jahrgang 1899) Deportiert 1941 Łódź Kulmhof Ermordet 19. Mai 1942                                                                   | Nußbaumerstr. 7 (Standort)                                                        | |  |
| Stolperstein für Helene Schwarz (Nußbaumerstraße 7) | Hier wohnte Helene Schwarz, geb. Ehrlich (Jahrgang 1914) Deportiert 1941 Łódź Ermordet                                                                         | Nußbaumerstr. 7 (Standort)                                                        | |  |
| Stolperstein für Wilhelmine Schwarz (Nußbaumerstraße 7) | Hier wohnte Wilhelmine Schwarz (Jahrgang 1914) Deportiert 1941 Łódź Kulmhof Ermordet 19. Mai 1942                                                              | Nußbaumerstr. 7 (Standort)                                                        | |  |
| Stolperstein für Berl Sommer (Fridolinstraße 29) | Hier wohnte Berl Sommer (Jahrgang 1914) Interniert Lager Müngersdorf Deportiert 1942 Minsk Ermordet 24. Juli 1942                                              | Fridolinstr. 29 (Standort)                                                        | Bert Sommer wurde am 14.11.1940 als Sohn von Kurt Sommer und seiner Ehefrau Johanna Sommer, geb. Falkenstein in Köln geboren. Bert wurde am 20.07.1942 ab Köln ins Vernichtungslager Maly Trostinez (strittig: Diese Quelle gibt hier das Ghetto Minsk an) deportiert, wo er ermordet wurde. In Jüchen wurde ein weiterer Stolperstein für Bert verlegt. |  |
| Stolperstein für Johanna Sommer (Fridolinstraße 29) | Hier wohnte Johanna Sommer, geb. Falkenstein (Jahrgang 1906) Deportiert 1942 Minsk Für tot erklärt                                                             | Fridolinstr. 29 (Standort)                                                        | Johanna Falkenstein wurde am 08.08.1906 als Tochter von Gustav Falkenstein und Jeanette Falkenstein, geb. Schnitzler in Hochneukirch geboren. Sie heiratete im Jahr 1939 Kurt Sommer, ein Kind (Bert) ist bekannt. Johanna wurde am 20.07.1942 ab Köln ins Vernichtungslager Maly Trostinez (strittig: Diese Quelle gibt hier das Ghetto Minsk an) deportiert, wo sie ermordet wurde. In Jüchen wurde ein weiterer Stolperstein für Johanna verlegt. |  |
| Stolperstein für Kurt Sommer (Fridolinstraße 29) | Hier wohnte Kurt Sommer (Jahrgang 1906) Deportiert 1942 Minsk Für tot erklärt                                                                                  | Fridolinstr. 29 (Standort)                                                        | Kurt Sommer wurde am 25.12.1906 als Sohn von Josua und Henriette Sommer in Essen geboren, er heiratete im Jahr 1939 Johanna Falkenstein, ein Kind (Bert) ist bekannt. Kurt wurde vom 15.11.1938 bis zum 28.11.1938 im KZ Dachau in Schutzhaft genommen. Kurt wurde am 20.07.1942 ab Köln ins Vernichtungslager Maly Trostinez (strittig: Diese Quelle gibt hier das Ghetto Minsk an) deportiert, wo er am 24.07.1942 ermordet wurde. In Jüchen wurde ein weiterer Stolperstein für Kurt verlegt. |  |
| Stolperstein für Elsa Stein (Nußbaumerstraße 84) | Hier wohnte Elsa Stein (Jahrgang 1896) Deportiert 1942 Auschwitz Ermordet                                                                                      | Nußbaumerstr. 84 (Standort)                                                       | |  |
| Stolperstein für Johanna Weinberg (Ottostraße 44) | Hier wohnte Johanna Weinberg, geb. Rosenberg (Jahrgang 1894) Deportiert 1941 Łódź 1942 Kulmhof Ermordet 12. Mai 1942                                           | Ottostr. 44 (Standort)                                                            | |  |
| Stolperstein für Moritz Winter (Overbeckstraße 51) | Hier wohnte Moritz Winter (Jahrgang unbekannt) Deportiert Theresienstadt Erschossen                                                                            | Overbeckstr. 43 (Verlegestelle: Overbeckstraße 51, Ecke Schadowstraße) (Standort) | |  |

## Quelle
- NS-Dokumentationszentrum - Stolpersteine | Erinnerungsmale für die Opfer des Nationalsozialismus (Stadtteilliste Neuehrenfeld)